# Balika Vadhu
Balika Vadhu (बालिका वधू; lit. Matrimonio de niños), es una serie de televisión india transmitida por Colors TV desde el 21 de julio de 2008, hasta el 31 de julio de 2016, finalizando tras ocho años seguidos como la ficción de más larga duración de la televisión india con 2245 episodios emitidos, en una historia que sigue a Anandi Khajaan y Jagdish Bhairon, dos niños que fueron casados a temprana edad.

## Argumento
La historia revuelve alrededor de Anandi, una niña casada y cómo su vida sigue.

## Emisión internacional
En Indonesia, empezó a transmitirse en ANTV en 2016 bajo el título Anandhi. En Kazajistán airea bajo el título Келін, transmitido en el canal de televisión Kazajistán. En Vietnam, la obra empezó airear bajo el título, Cô Dâu 8 Tuổi en TodayTV en 2013. La obra ha disfrutado popularidad inmensa en Vietnam y ha sido la serie más popular en el país desde 2013. La popularidad de la serie resultó que la actriz principal, Avika Gor, recibió un premio de la cabeza de canal de TodayTV. Gor También visitó Vietnam en un viaje de dos días debido al éxito de la serie; otros miembros del reparto incluyedo Avinash Mukherjee y Smita Bansal también visitaron el país. El espectáculo era el noveno elemento más buscado en 2015 en Vietnam en Google como confirmado por el reporte anual de Tendencias de Google. La popularidad de Balika Vadhu es parte de una apelación más ancha para obras asiáticas en Vietnam, las cual los expertos dicen tienen una "ventaja cultural sobre sus contrapartes Occidentales" debido a semejanzas culturales que encuentran en las telenovelas importadas de Asia del Sur, Asia Sureste y Asia Del este.
- Bosnia y Herzegovina: Pink BH
- Bulgaria: Nova TV.(2014-2017) como Малката булка
- Corea del Sur:  DRAMACube y BtvN como 아이 신부
- Croacia: Doma TV. como Mala nevjesta
- Indonesia: ANTV (2016). como Anandhi
- Kazajistán: Kazakhstan Channel como Келін
- Kirguistán: KTRK. como Келин.
- Lituania: TV3 (2016-2017). como Pažadėtoji
- Macedonia: Sitel TV. como Малечката невеста
- Montenegro: Pink M. como Mala nevjesta
- Nepal: DH Ramailo TV como Aanandi
- Reino Unido: Colors TV y Rishtey (TV Channel) como Child Bride
- Rumania: TVR. como Mica mireasa
- Serbia: RTV Pink. como Mala nevesta
- Sri Lanka TV1 (2016). como Punchi Manaali
- Sudáfrica: Glow TV como Young Love
- Turquía: Kanal 7 (2018) como Ikimizin Yerine
- Vietnam: TodayTV (2014-2017). como Cô Dâu 8 Tuổi

## Adaptaciones
Chhoti Anandi es una serie animada que estreno en el Colors TV en el 17 de enero de 2016. Es una de las pocas series animadas de India que presenta una protagonista femenina.